# Tidemann Morkerke
Tidemann Morkerke († 1422 in Lübeck) war Ratsherr der Hansestadt Lübeck.

## Leben
Tidemann Morkerke war Sohn des Lübecker Bürgers Albert Morkerke. Er verließ als Bürger während der bürgerlichen Unruhen des Jahres 1408 mit dem Alten Rat die Stadt. Sein in der Stadt verbliebenes Vermögen wurde vom Neuen Rat eingezogen. Mit Rückkehr des Alten Rates wurde er 1416 in den Rat der Stadt gewählt. Als Ratsherr und Diplomat der Stadt war er deren Verhandlungsführer mit König Erik VII. von Dänemark in den Jahren 1416 bis 1420 und reiste deshalb nach Gottorf, Vordingborg und Kopenhagen. Er war auch an den Friedensverhandlungen 1421 in Gottorf und Flensburg beteiligt. Er vertrat die Stadt auf Hansetagen 1421 und 1422. Bei der Eroberung von Bergedorf 1420 gehörte er zu den Anführern der Lübecker Truppen. In Testamenten Lübecker Bürger wird er mehrfach als Urkundszeuge aufgeführt.
Tidemann Morkerke war verheiratet mit Hildegard geb. Warendorp, Tochter des Ratsherrn Bruno Warendorp. Er war am Gut Krempelsdorf beteiligt und bewohnte zunächst das Haus Kleine Burgstraße 24, dann das Hoghehus am Koberg 2. Er war Mitglied der patrizischen Zirkelgesellschaft.